# Zutswa
Zutswa è un villaggio del Botswana situato nel distretto di Kgalagadi, sottodistretto di Kgalagadi North. Il villaggio, secondo il censimento del 2011, conta 469 abitanti.

## Località
Nel territorio del villaggio sono presenti le seguenti 5 località:
- Kaa Camp,
- Kaa Gate di 1 abitante,
- Mazagazaga di 13 abitanti,
- Rulwane di 8 abitanti,
- Zutshwa Mixture di 75 abitanti